# Elecciones generales de San Martín de 1963
Elecciones generales tuvieron lugar en Sint Maarten el 31 de mayo de 1963. El resultado fue una victoria para el Partido Democrático, el cual obtuvo cuatro de los cinco escaños el Consejo de la Isla.

## Resultados
| Partido                                    | Votos | %   | Escaños | +/– |
| ------------------------------------------ | ----- | --- | ------- | --- |
| Partido Democrático                        | 614   |     | 4       | 0   |
| Nationale Volkspartij                      | 143   |     | 1       | 0   |
| Partido Popular de las Islas de Barlovento | 99    |     | 0       | 0   |
| Votos en blanco/nulos                      |       | –   | –       | –   |
| Total                                      | 856   | 100 | 5       | –   |
| Electores registrados/participación        |       |     | –       | –   |
| Fuente: Lynch & Lynch                      |       |     |         |     |